# RoboDz Kazagumo Hen
RoboDz Kazagumo Hen (RoboDz 風雲編  Robodīzu Kazagumo Hen?) es una serie animada por computadora japonesa, coproducida entre The Walt Disney Company y Toei Animation. Comenzó a emitirse en Toon Disney Japón el 2 de junio de 2008. Los episodios son animados en 3D. La serie se estrenó en Estados Unidos en Disney XD (anteriormente Toon Disney / Jetix) simplemente como RoboDz. Es el primer anime en ser coproducido por Disney. Jeff Nimoy anunció en The Anime Lodge que él podría escribir y dirigir la adaptación en inglés. Se trata de una serie Shortform, cada episodio con una duración aproximada de 5 minutos.

## Reparto

### Original (Japonés)
- Eiji Takemoto es Sombrenosuke.[1]
- Kazue Ikura es Nejimaru.[1]
- Ryōtarō Okiayu es Drum-Kan-Bē.[1]
- Hiroshi Iwasaki es Elder.[1]
- Takehito Koyasu es Baddoru captain.[1]
- Wataru Takagi es Subordinate Ｂ.[1]
- Yasunori Matsumoto es Subordinate Ａ.[1]

## Lista de Episodios

### Primera Temporada: 2008-2009
| Episodio | Título                                                                   | Estreno Estados Unidos | Estreno Latinoamérica | Estreno España |
| -------- | ------------------------------------------------------------------------ | ---------------------- | --------------------- | -------------- |
| 1        | «Historia se vende por separado» «Story Sold Separately»                 | 29 de junio de 2009    | TBA                   | TBA            |
| 2        | «Chistes no incluidos» «Jokes Not Included»                              | 11 de julio de 2009    | TBA                   | TBA            |
| 3        | «En Color» «In Color»                                                    | 11 de julio de 2009    | TBA                   | TBA            |
| 4        | «Agitar bien antes de ver» «Shake Well Before Watching»                  | 18 de julio de 2009    | TBA                   | TBA            |
| 5        | «Evitar contacto con los ojos» «Avoid Contact With Eyes»                 | 18 de julio de 2009    | TBA                   | TBA            |
| 6        | «Sin conservantes ni historia añadida» «No Preservatives or Story Added» | 25 de julio de 2009    | TBA                   | TBA            |
| 7        | «Al igual que los gustos del pollo» «Tastes Like Chicken»                | 25 de julio de 2009    | TBA                   | TBA            |
| 8        | «Como aparecer en T.V» «'»                                               | TBA                    | TBA                   | TBA            |